# Franck Michelin
Franck Michelin, né le 16 décembre 1969 à Issy-les-Moulineaux, est un historien français, professeur à l'université Teikyō (Tokyo, Japon), chercheur associé au Centre Roland Mousnier de Sorbonne Université et à l'Institut français de recherche sur le Japon à la Maison franco-japonaise. 
Il est spécialiste de l’histoire des relations internationales et de celle du Japon contemporain, et notamment des questions militaires, ainsi que des relations entre l’Europe et l’Asie. Il est lauréat de la 32e édition du prix Shibusawa-Claudel et de la 1re édition du prix d’Encouragement à la recherche de l'Académie des sciences d'outre-mer (2015). Après avoir travaillé pendant sept ans au sein de l’équipe des relations internationales de l’Université Meiji, il est, depuis 2017, professeur au département des sciences économiques de l'université Teikyô. En 2018, il a été élu membre correspondant de l'Académie des sciences d'outre-mer.

## Biographie
Franck Michelin est ancien boursier du gouvernement japonais. Il est titulaire d’un doctorat en histoire contemporaine de l'université Paris-Sorbonne, d’un DEA en études japonaises de l’Institut national des langues et civilisations orientales (INALCO), et d’une maîtrise en histoire des relations internationales de l’université Panthéon-Sorbonne. Sa thèse a été écrite sous la direction des professeurs Dominique Barjot (université Paris-Sorbonne) et Yoshiharu Tsuboi (université Waseda). C’est un ancien étudiant du professeur Kentarō Awaya (université Rikkyō).
Il a enseigné à l'université de Tsukuba (maître de conférences) et à l'université Chūō (chargé de cours) de 2002 à 2005. Il a rejoint le ministère des Affaires étrangères en 2005 et a été envoyé en poste à l’Ambassade de France au Japon en tant que chargé de mission directeur du bureau Campus France pour prendre en charge la promotion de l’enseignement supérieur français dans ce pays. De 2010 à 2017, il a été maître de conférences à l'université Meiji. 
Il est, depuis 2017, professeur au département d'économie internationale de l'université Teikyô. Il enseigne également à l'université Sophia (Graduate School of Global Studies), à l'université Aoyama Gakuin, et au centre de recherche sur l'Asie Tōyō Bunko. Il a été également enseignant invité à l'université de Montréal (Centre d'Études asiatiques, 2016) et à Sciences Po Lyon (2019).
En 2015, il est lauréat du prix « Shibusawa-Claudel » pour sa thèse de doctorat. Il s’agit d’un prix décerné par la Fondation Shibusawa Eiichi et organisé par la Maison franco-japonaise et le journal Yomiuri shinbun, ainsi que du prix d’Encouragement à la recherche de l'Académie des sciences d'outre-mer. En 2019, il a publié une version remaniée de sa thèse aux éditions Passés Composés sous le titre La guerre du Pacifique a commencé en Indochine, 1940-1941. Il intervient régulièrement auprès des médias français — notamment sur France Culture — et japonais où il a participé à plusieurs émissions télévisées sur l'affaire Carlos Ghosn.

## Publications
- La guerre du Pacifique a commencé en Indochine : 1940-1941, Passés composés, 2019 (ISBN 978-2-37933-060-5).
- « Le Japon et le Pacifique : histoire d’une relation complexe », in Sémir Al Wardi, Jean-Marc Regnault, Jean-François Sabouret (eds.), L’Océanie convoitée : Actes des colloques, Papeete, Api Tahiti et CNRS Éditions, 2017, p. 36-49[5].
- « L’occupation du Vietnam par le Japon, point de départ de l’indépendance ? », Dominique Barjot et Jean-François Klein (éds), De l’Indochine coloniale au Viet Nam actuel, Académie des sciences d’Outre-Mer, Magellan & Cie, 2017, p. 415-427[6].
- (en) « The Pacific War started in Indochina : the Occupation of French Indochina and the Route to Pearl Harbor », dans Masaya Shiraishi, Nguyen Van Khanh, Bruce Lockhart (eds.), Actes du colloque international Vietnam-Indochina-Japan relations during the Second World War – Documents and Interpretation (University of Social Sciences and Humanities - Vietnam National University Hanoi, 19 septembre 2015), Waseda University Institute of Asia-Pacific Studies, février 2017 (ISBN 978-4-902590-71-5), p. 54-59.
- « La Sphère de coprospérité de la Grande Asie orientale : réflexion sur un régionalisme asiatique », in Actes du colloque : Le Dialogue Asie-Europe, XIXe-XXIe siècles, 3 -4 juin 2016, Université Paris 1 Panthéon-Sorbonne, Relations internationales, n° 168, Paris : Presses universitaires de France, février 2017, p. 9-28[7].
- « La Puissance navale japonaise : entre histoire glorieuse et présent complexe », Diplomatie, no 33,‎ juillet 2016, p. 75-76[8].
- « Le Japon et le basculement vers le Pacifique, 1940-45 », Article du mois du site du Réseau Asie-Pacifique, CNRS, octobre 2015[9].
- Jean-François Murraciole, Guillaume Piketty (sous la dir.), Encyclopédie de la Seconde Guerre mondiale, Paris : Robert Laffont, collection « Bouquins », 2015 (articles sur le commandement de l’armée japonaise, les plans et la stratégie au Japon, la presse japonaise et les héros de guerre Kawaguchi Kiyotake et Genda Minoru), p. 70-71, 493-494, 683, 1008-1010, 1025-1026.
- Jean-François Klein, Katie Edwards (sous la dir.), « L’opération Meigô : le coup de force japonais du 9 mars 1945 et l’élimination de l’armée française en Indochine », Catalogue de l’exposition Indochine, des terres et des hommes, 1856-1956, Éditions Gallimard, 2014, p. 260[10].
- « Furansu kôtô kyôiku no tokushoku (Tokushû Yôroppa he no ryûgaku) » (Les particularités de l’enseignement supérieur français (Numéro spécial sur les études en Europe), Ryûgaku Kôryû, Nihon gakusei shien kikô (Japan Student Services Organization), vol. 20 no 12, décembre 2008, p. 18-21.
- « Nihon no Nanshin Seisaku to Futsuryō Indoshina: Kenkyū Gairyaku to Hōhōshiron » (L'expansion vers le sud du Japon et l'Indochine française : grandes lignes et méthode), in Ajia Yûgaku, no 98; juin 2007, Bensey Publishing, p. 72-81[11].in Le Banquet, no 24, février 2007, p. 149-163[12].
- « Furansu ni okeru Nihon kingendaishi no dōkō » (L'évolution de la recherche sur l'historie du Japon contemporain en France), in Rekishi to shite no Nihonkoku Kempō. Nempō Nihon Gendaishi, no 11, mai 2006, p. 243-262[13].
- « Décider et agir. L’intrusion japonaise en Indochine française (juin 1940) » , in Vingtième siècle, no 83, juillet 2004, p. 75-93[14].
- « La rencontre de deux destins : l’expansion vers le sud du Japon et l’Indochine française au mois de juin 1940 », in Ebisu : études japonaises (Maison franco-japonaise), no 30, septembre 2003, p. 5-31[15].
- « Avant l’Irak, le Japon : le protectorat américain », L’Histoire, no 277,‎ juin 2003, p. 16-17[16].
- « Le Procès des criminels de guerre japonais », L’Histoire, no 271,‎ décembre 2002, p. 54-62[17].

## Conférences, colloques
- The collaboration between France and Japan during the Second Empire: an opportunistic alliance, ICHS-CISH World History Congress 2020, préconférence, Université du Zhejiang, Hangzhou, 29 mars 2019.
- S'adapter pour survivre. Le Japon de l'ère Meiji face au défi de l'Occident, Académie des sciences d'outre-mer, 15 mars 2019.
- Droit international et ordre mondial au Japon, 1853-1952, Institut d'Études politiques d'Aix-en-Provence, 25 février 2019.
- Conférence franco-allemande pour commémorer la fin de la Première guerre mondiale, conférence organisée par les ambassades de France et d'Allemagne à l'université Sophia (Tôkyô), 5 novembre 2018.
- The birth of capitalist economy in the north of Japan and the role played by Shibusawa Eiichi, World Economic History Congress, Boston, Massachusetts Institute of Technology, Session n° 300209 : Theory and Empirical Performance, 30 juillet 2018.
- The Japanese Invasion of Indochina, 1940-1941: Why the Pacific War Started in Indochina, Association for Asian Studies, Annual Conference 2018, Washington DC, Session n° 285 : Examining the Impact of the Japanese Empire Around the South China Sea (co-organisateur, modérateur et intervenant), 24 mars 2018.
- Faire du Pacifique une forteresse : le projet avorté du Japon pendant la Guerre du Pacifique, second colloque « L’Océanie convoitée », Université de Polynésie française, Papeete, 25 novembre 2016.
- L’occupation japonaise de l’Indochine et le déclenchement de la Guerre du Pacifique, Maison de la culture du Japon à Paris, 2 juin 2016[18].
- L’Indochine française, l’expansion vers le sud et la Guerre du Pacifique, Université de Montréal, Groupement interuniversitaire pour l’histoire des relations internationales contemporaines (GIHRIC), 31 mars 2016[19].
- La Guerre du Pacifique a commencé en Indochine : l'occupation de l'Indochine française par le Japon et la route vers Pearl Harbor, colloque international : Vietnam-Indochine-Japon durant la Seconde Guerre Mondiale, documents et interprétations, Université nationale du Viêt Nam de Hanoi, Université des Sciences humaines et sociales de Hanoï, 18-19 septembre 2015.
- La Guerre de l’Asie et du Pacifique au Japon : un passé qui ne passe pas, Université de Montréal, CETASE, 30 mars 2016.
- Faire des recherches sur l’histoire du Japon contemporain, itinéraire d’une thèse de doctorat , Université de Strasbourg, Faculté des Langues et des Cultures Etrangères, 15 mars 2016.
- Un séisme dans les relations franco-japonaises : l’occupation de l’Indochine française, 1940-41, Conférence donnée dans le cadre du prix Shibusawa-Claudel, Maison franco-japonaise, 22 janvier 2016.
- Le Japon dans la Seconde Guerre mondiale : d’une guerre européenne vers une guerre mondiale, Université de Bretagne-Sud, Lorient, 15 octobre 2015.
- Le Japon impérial et sa modernisation, 1854-1945, Université de Nantes, CRHIA, 13 octobre 2015[20].
- La politique économique du Japon vis-à-vis de l’Indochine, 1940-41, Université Paris-Sorbonne, Centre Roland Mousnier, 7 octobre 2015.
- Un pont entre-deux-guerres : l’invasion de l’Indochine par le Japon, 1940-41, Institut d’Asie orientale, Lyon, 8 octobre 2015[21].
- L’occupation du Vietnam par le Japon, point de départ de l’indépendance?, International symposium: De l’Indochine coloniale au Viet Nam actuel, 21 mars 2014, Académie des Sciences d’Outre-Mer[22].
- Coopération économique pour l'Asie-Pacifique (APEC) Conference in Vladivostok 2012: Shaping Education within APEC[23].